# Alexander Walerjewitsch Djukow

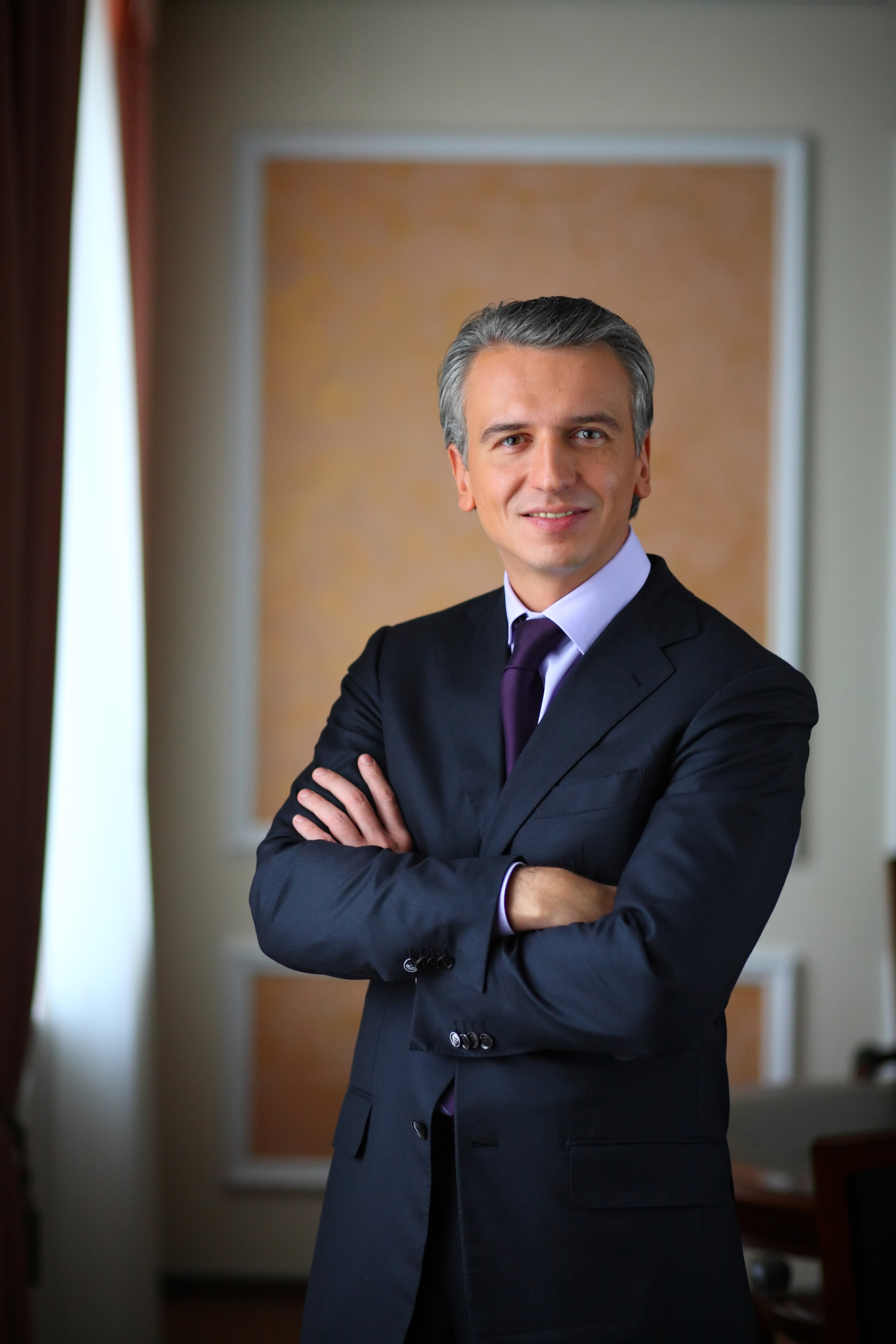
Alexander Djukow

Alexander Walerjewitsch Djukow (russisch Алекса́ндр Вале́рьевич Дю́ков; * 3. Dezember 1967 in Leningrad) ist ein russischer Manager und Sportfunktionär.

## Leben
Djukow studierte am Leningrader Institut für Schiffsbau (Ленинградский кораблестроительный институт). Djukow ist Vorstandsvorsitzender des russischen Erdölkonzerns Gazprom Neft. Seit 2008 war er zudem Präsident des russischen Fußballvereins Zenit St. Petersburg. Diese Position gab er im Februar 2019 auf, als er Präsident des Fußballverbands der Russischen Föderation wurde.